# 망명
망명(亡命)은 주로 정치적인 이유로 자국에서 위협을 받는 사람이 외국으로 피신하는 것을 말한다. 주로 전쟁이나 혁명, 쿠데타 등이 발생할 때 많이 생긴다.

## 망명자
자기 나라에서 정치적인 이유에 의해서 박해를 받게 될 근거가 있으므로 외국으로 도피하는 자, 또는 현재 외국에 있으면서 귀국하면 박해를 받을 근거가 있어서 귀국하지 않으려는 자를 말하며, 정치적 난민이라고도 한다. 국제적으로 난민의 권리를 조문화한 “난민의 지위에 관한 조약”이 있다.

## 망명 정부
쿠데타가 벌어지거나 국가가 외국에 침략당했을 때 정부가 제3국으로 건너가 그곳에서 정권의 명맥을 유지하는 것을 말한다.

## 같이 보기
- 망명권
- 사이버 망명